# 皆村武一
皆村 武一（みなむら たけいち、1945年 - ）は、日本の経済学者、鹿児島大学名誉教授。

## 略歴
鹿児島県沖永良部島、大島郡和泊町生まれ。1963年鹿児島大学文理学部卒。1973年九州大学大学院経済学研究科博士課程単位取得後退学。1988年「イタリアの戦後改革 戦後経済序説」で経済学博士。鹿児島大学法文学部助教授を経て、教授。2010年定年退任、名誉教授となる。専門分野は国際経済システム、経済発展論。

## 著書
- 『イタリアの戦後改革 戦後経済序説』晃洋書房 1985
- 『奄美近代経済社会論 黒砂糖と大島紬経済の展開』晃洋書房 1988
- 『近代の鹿児島 21世紀への展望』高城書房出版 1990
- 『戦後日本の形成と発展 占領と改革の比較研究』日本経済評論社 1995
- 『『ザ・タイムズ』にみる幕末維新 「日本」はいかに論議されたか』1998 中公新書
- 『戦後奄美経済社会論 開発と自立のジレンマ』日本経済評論社 2003
- 『村落共同体崩壊の構造 トカラの島じまと臥蛇島無人島への歴史』南方新社 2006
- 『鹿児島の戦後経済社会史 自立・共生・持続可能な社会の創造にむけて』南方新社 2010

### 共編著
- 『教育改革の方向と大学教育 鹿児島の教育風土と進路指導』采女博文共編著 高城書房 1998

## 論文
- <皆村武一